# Constantin Eruli
Constantin Eruli (também Costantino Eroli) (falecido em 1500) foi um prelado católico romano que serviu como bispo de Spoleto (1474–1500), bispo de Todi (1472–1474), bispo de Narni (1462–1472).

## Biografia
No dia 10 de dezembro de 1462, foi nomeado bispo de Narni durante o papado de Pio II. A 8 de janeiro de 1472, foi nomeado bispo de Todi durante o papado de Sisto IV. No dia 8 de dezembro de 1474, foi nomeado bispo de Espoleto por Sisto IV, onde serviu como bispo até à sua morte em 1500. Enquanto bispo, foi o principal co-consagrador de Agostino Patrizi de Piccolomini, bispo de Pienza.